# Сторково (Старгардський повіт)
Сторково (пол. Storkowo, нім. Alt Storkow) — село в Польщі, у гміні Інсько Старгардського повіту Західнопоморського воєводства.
Населення — 367 осіб (2011).
У 1975-1998 роках село належало до Щецинського воєводства.

## Демографія
Демографічна структура станом на 31 березня 2011 року:
|          | Загалом | Допрацездатний вік | Працездатний вік | Постпрацездатний вік |
| -------- | ------- | ------------------ | ---------------- | -------------------- |
| Чоловіки | 189     | 41                 | 120              | 28                   |
| Жінки    | 178     | 34                 | 94               | 50                   |
| Разом    | 367     | 75                 | 214              | 78                   |